# Tuc deth Dossau
El Tuc deth Dossau es una montaña de los Pirineos de 2522 metros, situada en el municipio del Alto Arán en la comarca del Valle de Arán, provincia de Lérida (España).
El Tuc deth Dossau es uno de los puntos más elevados de la estación de esquí de Baqueira-Beret.